# Liste des aéroports en Ontario
Il s'agit d'une liste alphabétique des aéroports, des aérodromes et des héliports d'une province ou d'un territoire du Canada. Ils sont énumérés dans le format : 
1. Communauté
2. Nom de l'aéroport comme indiqué dans l'un des Supplément de vol-Canada (CSA) ou par l'autorité aéroportuaire, éventuellement suivi par d'autres nom,
3. Code OACI (Organisation de l'aviation civile internationale): ICAO en anglais
4. Code IATA (Association internationale du transport aérien)
5. Code Transports Canada Lieu identifiant (LID TC) : le « TC LID » est le « lieu d'identification » donné par Transports Canada, représentant le nom et le lieu d'un aéroport. C'est une aide de direction pour aider la circulation aérienne, les télécommunications et les programmes d'ordinateur.
6. Coordonnées géographiques de l'aéroport

Les aéroports qui font partie du réseau national des aéroports sont en caractères gras.

## Aéroports en Ontario[1],[2]
| Ville                               | Nom de l'aéroport | ICAO       | TC LID | IATA | Coordonnées                  |
| ----------------------------------- | --- | ---------- | ------ | ---- | ---------------------------- |
| Ajax                                | Héliport Ajax (Pickering General Hospital)                                                                            | CPE2       |        |      | 43° 50′ 09″ N, 79° 01′ 02″ O |
| Alban                               | French River/Aérodrome Alban                                                                                          |            | CFR5   |      | 46° 05′ 36″ N, 80° 36′ 15″ O |
| Alexandria                          | Aérodrome Alexandria                                                                                                  |            | CNS4   |      | 45° 20′ 00″ N, 74° 37′ 00″ O |
| Algoma Mills                        | Hydroaérodrome Algoma Mills                                                                                           |            | CPN6   |      | 46° 11′ 00″ N, 82° 50′ 00″ O |
| Alliston                            | Héliport Alliston (Stevenson Memorial Hospital)                                                                       |            | CPZ2   |      | 44° 09′ 19″ N, 79° 52′ 27″ O |
| Alliston                            | Aéroport Alliston |            | CNY4   |      | 44° 11′ 00″ N, 79° 50′ 00″ O |
| Alliston                            | Héliport Alliston |            | CPJ2   |      | 44° 08′ 53″ N, 79° 47′ 58″ O |
| Almonte                             | Héliport Almonte (Gen Hosp)                                                                                           |            | CAL5   |      | 45° 13′ 49″ N, 76° 11′ 14″ O |
| Armstrong                           | Aéroport d'Armstrong                                                                                                  | CYYW       |        | YYW  | 50° 17′ 25″ N, 88° 54′ 35″ O |
| Armstrong                           | Héliport Armstrong |            | CPE9   |      | 50° 18′ 24″ N, 89° 01′ 48″ O |
| Armstrong                           | Hydroaérodrome Armstrong                                                                                              |            | CJF6   |      | 50° 15′ 00″ N, 89° 03′ 00″ O |
| Armstrong                           | Hydroaérodrome Armstrong/Waweig Lake                                                                                  |            | CKN6   |      | 50° 08′ 00″ N, 89° 07′ 00″ O |
| Arnprior                            | Aéroport Arnprior/South Renfrew Municipal (Aéroport Arnprior)                                                         |            | CNP3   |      | 45° 24′ 49″ N, 76° 21′ 57″ O |
| Arnprior                            | Hydroaérodrome Arnprior                                                                                               |            | CNB5   |      | 45° 24′ 27″ N, 76° 21′ 35″ O |
| Arthur                              | Aérodrome Arthur (Arthur South)                                                                                       |            | CAR5   |      | 43° 46′ 59″ N, 80° 26′ 01″ O |
| Arthur                              | Aérodrome Arthur (Metz Field)                                                                                         |            | CMZ2   |      | 43° 48′ 38″ N, 80° 26′ 09″ O |
| Arthur                              | Aérodrome Arthur (Peskett Field)                                                                                      |            | CPK9   |      | 43° 46′ 15″ N, 80° 29′ 06″ O |
| Arthur                              | Aérodrome Arthur (Walter's Field)                                                                                     |            | CPC3   |      | 43° 51′ 00″ N, 80° 27′ 00″ O |
| Atikokan                            | Héliport Atikokan (General Hospital)                                                                                  |            | CKF3   |      | 48° 45′ 00″ N, 91° 36′ 00″ O |
| Atikokan                            | Aéroport municipal d’Atikokan                                                                                         | CYIB       |        | YIB  | 48° 46′ 26″ N, 91° 38′ 19″ O |
| Atikokan                            | Hydroaérodrome Atikokan                                                                                               |            | CJH6   |      | 48° 46′ 00″ N, 91° 40′ 00″ O |
| Attawapiskat                        | Aéroport Attawapiskat                                                                                                 | CYAT       |        | YAT  | 52° 55′ 39″ N, 82° 25′ 55″ O |
| Atwood                              | Aéroport Atwood/Coghlin                                                                                               |            | CAT1   |      | 43° 41′ 00″ N, 81° 00′ 16″ O |
| Ayr (Ontario)                       | Terrain d'aviation Ayr/Sargeant Private                                                                               |            | CAY5   |      | 43° 18′ 21″ N, 80° 29′ 57″ O |
| Bala                                | Hydroaérodrome Bala/Gibson Lake                                                                                       |            | CGL3   |      | 44° 56′ 55″ N, 79° 43′ 34″ O |
| Bala                                | Hydroaérodrome Lake Muskoka/Dudley Bay                                                                                |            | CNT5   |      | 45° 02′ 00″ N, 79° 36′ 00″ O |
| Baldwin, York Regional Municipality | Aéroport Baldwin |            | CPB9   |      | 44° 16′ 02″ N, 79° 20′ 26″ O |
| Baldwin West                        | Aérodrome Baldwin West                                                                                                | CBW8       |        |      | 44° 16′ 39″ N, 79° 21′ 42″ O |
| Balsam Lake                         | Terrain d'aviation Kirkfield/Balsam Lake                                                                              |            | CKD8   |      | 44° 32′ 21″ N, 78° 53′ 28″ O |
| Bancroft                            | Héliport Bancroft (North Hastings District Hospital)                                                                  |            | CPB7   |      | 45° 04′ 17″ N, 77° 52′ 44″ O |
| Bancroft                            | Aéroport Bancroft |            | CNW3   |      | 45° 04′ 23″ N, 77° 52′ 50″ O |
| Bar River                           | Aéroport Bar River |            | CPF2   |      | 46° 25′ 13″ N, 84° 05′ 32″ O |
| Bar River                           | Hydroaérodrome Bar River                                                                                              |            | CNE5   |      | 46° 25′ 00″ N, 84° 06′ 00″ O |
| Barrie                              | Héliport Barrie (Royal Victoria Hospital)                                                                             | CRV2       |        |      | 44° 24′ 52″ N, 79° 39′ 55″ O |
| Barrie                              | Aéroport Barrie-Orillia/Lake Simcoe                                                                                   |            | CYLS   |      | 44° 29′ 07″ N, 79° 33′ 20″ O |
| Barry's Bay                         | Héliport Barry's Bay (St. Francis Memorial Hospital)                                                                  |            | CPV6   |      | 45° 28′ 56″ N, 77° 41′ 39″ O |
| Barry's Bay                         | Village aéronautique Madawaska Valley (Barry's Bay/Village aéronautique Madawaska Valley)                             |            | CNZ4   |      | 45° 30′ 00″ N, 77° 39′ 00″ O |
| Batchawana                          | HydroaérodromeBatchawana                                                                                              |            | CNF5   |      | 46° 55′ 00″ N, 84° 36′ 00″ O |
| Beamsville                          | Héliport Beamsville/Panterra                                                                                          |            | CBE3   |      | 43° 11′ 11″ N, 79° 28′ 29″ O |
| Beardmore                           | Héliport Beardmore (Health Centre)                                                                                    |            | CPY3   |      | 49° 36′ 31″ N, 87° 57′ 11″ O |
| Bearskin Lake                       | Aéroport de Bearskin Lake                                                                                             |            | CNE3   | XBE  | 53° 57′ 56″ N, 91° 01′ 38″ O |
| Beaverton                           | Aérodrome Beaverton                                                                                                   |            | CBV2   |      | 44° 26′ 51″ N, 79° 06′ 01″ O |
| Beaverton                           | Aérodrome Beaverton North                                                                                             |            | CBN7   |      | 44° 27′ 34″ N, 79° 07′ 34″ O |
| Belleville                          | Aérodrome Belleville                                                                                                  |            | CNU4   |      | 44° 11′ 32″ N, 77° 18′ 34″ O |
| Belleville                          | Héliport Belleville (QHC)                                                                                             |            | CBV5   |      | 44° 10′ 02″ N, 77° 21′ 01″ O |
| Belwood                             | Aérodrome Belwood (Baird Field)                                                                                       |            | CBF2   |      | 43° 48′ 30″ N, 80° 18′ 43″ O |
| Belwood                             | Aérodrome Belwood (Ellen Field)                                                                                       |            | CEF2   |      | 43° 50′ 15″ N, 80° 22′ 09″ O |
| Belwood                             | Aérodrome Belwood (Wright Field)                                                                                      |            | CBW6   |      | 43° 47′ 38″ N, 80° 24′ 09″ O |
| Big Hook Wilderness Camp            | Hydroaérodrome Big Hook Wilderness Camp                                                                               |            | CJS6   |      | 53° 34′ 00″ N, 92° 57′ 00″ O |
| Big Trout Lake                      | Aéroport de Big Trout Lake                                                                                            | CYTL       |        | YTL  | 53° 49′ 04″ N, 89° 53′ 49″ O |
| Bolton                              | Héliport Bolton |            | CNB2   |      | 43° 51′ 02″ N, 79° 41′ 44″ O |
| Borden                              | Héliport CFB Borden                                                                                                   | CYBN (YBN) |        |      | 44° 16′ 18″ N, 79° 54′ 45″ O |
| Bowmanville                         | Héliport Bowmanville (Memorial Hospital)                                                                              | CPL7       |        |      | 43° 54′ 29″ N, 78° 40′ 50″ O |
| Bracebridge                         | Héliport Bracebridge (South Muskoka Memorial Hospital)                                                                |            | CPL2   |      | 45° 03′ 00″ N, 79° 19′ 00″ O |
| Bracebridge                         | Hydroaérodrome Lake Muskoka/Alport Bay                                                                                |            | CLM3   |      | 45° 01′ 16″ N, 79° 22′ 58″ O |
| Bradford                            | Aérodrome Bradford (Aéroport Brantford Municipal)                                                                     |            | CPM7   |      | 44° 08′ 10″ N, 79° 37′ 44″ O |
| Brampton                            | Héliport Brampton (National "D")                                                                                      |            | CPC4   |      | 43° 50′ 00″ N, 79° 42′ 03″ O |
| Brampton                            | Aéroport Brampton |            | CNC3   |      | 43° 45′ 37″ N, 79° 52′ 30″ O |
| Brantford                           | Aéroport Brantford | CYFD       |        | YFD  | 43° 07′ 53″ N, 80° 20′ 33″ O |
| Brockville                          | Aéroport Brockville Regional Tackaberry (Aéroport Brockville Municipal)                                               |            | CNL3   | XBR  | 44° 38′ 22″ N, 75° 45′ 01″ O |
| Brockville                          | Héliport Brockville (médical)                                                                                         | CPH8       |        |      | 44° 36′ 19″ N, 75° 40′ 47″ O |
| Brussels                            | Aéroport Brussels (Armstrong Field)                                                                                   |            | CPD4   |      | 43° 45′ 00″ N, 81° 14′ 00″ O |
| Burditt Lake                        | Hydroaérodrome Burditt Lake                                                                                           |            | CJC7   |      | 48° 55′ 10″ N, 93° 48′ 08″ O |
| Burlington                          | Aérodrome Burlington Executive                                                                                        | CZBA       |        |      | 43° 26′ 30″ N, 79° 51′ 01″ O |
| Buttonville                         | Aéroport Toronto/Buttonville Municipal (Aéroport Buttonville Municipal)                                               | CYKZ       |        | YKZ  | 43° 51′ 44″ N, 79° 22′ 12″ O |
| Caledonia                           | Hydroaérodrome Caledonia/Grand River                                                                                  |            | CNC6   |      | 43° 05′ 10″ N, 80° 03′ 06″ O |
| Cambridge                           | Aéroport Cambridge/Reid's Field                                                                                       |            | CPE4   |      | 43° 26′ 34″ N, 80° 13′ 56″ O |
| Camden East                         | Aérodrome Camden East                                                                                                 |            | CCE6   |      | 44° 19′ 33″ N, 76° 47′ 33″ O |
| Campbellville                       | Aéroport Campbellville (Village aéronautique Bellshill)                                                               | CMB5       |        |      | 43° 25′ 54″ N, 80° 01′ 31″ O |
| Canton                              | Aéroport Canton | CTN7       |        |      | 44° 00′ 10″ N, 78° 21′ 43″ O |
| Carey Lake                          | Aéroport Carey Lake                                                                                                   |            | CNX3   |      | 49° 45′ 00″ N, 84° 02′ 00″ O |
| Carleton Place                      | Héliport Carleton Place (District Memorial Hospital)                                                                  |            | CPN7   |      | 45° 08′ 32″ N, 76° 08′ 16″ O |
| Carleton Place                      | Aéroport Carleton Place                                                                                               |            | CNR6   |      | 45° 06′ 14″ N, 76° 07′ 24″ O |
| Carp                                | Aéroport Ottawa/Carp (Aéroport Carp)                                                                                  | CYRP       |        | YRP  | 45° 19′ 21″ N, 76° 01′ 20″ O |
| Cat Lake                            | Aéroport de Cat Lake                                                                                                  | CYAC       |        | YAC  | 51° 43′ 38″ N, 91° 49′ 28″ O |
| Centralia                           | Aérodrome Centralia/James T. Field Memorial                                                                           | CYCE       |        | YCE  | 43° 17′ 08″ N, 81° 30′ 30″ O |
| Chapleau                            | Aéroport de Chapleau                                                                                                  | CYLD       |        | YLD  | 47° 49′ 12″ N, 83° 20′ 48″ O |
| Chatham-Kent                        | Héliport Chatham (Public General Hospital)                                                                            |            | CPG8   |      | 42° 24′ 13″ N, 82° 11′ 36″ O |
| Chatham-Kent                        | Aéroport Chatham-Kent                                                                                                 |            | CNZ3   |      | 42° 18′ 23″ N, 82° 04′ 55″ O |
| Cobden                              | Aéroport Cobden/Bruce McPhail Memorial                                                                                |            | CPF4   |      | 45° 35′ 42″ N, 76° 50′ 00″ O |
| Cobourg                             | Héliport Cobourg (Northumberland Hills Hospital)                                                                      |            | CNB4   |      | 43° 58′ 38″ N, 78° 12′ 00″ O |
| Cochrane                            | Aérodrome de Cochrane                                                                                                 | CYCN       |        | YCN  | 49° 06′ 20″ N, 81° 00′ 49″ O |
| Cochrane                            | Hydroaérodrome Cochrane                                                                                               |            | CNN5   |      | 49° 06′ 35″ N, 81° 02′ 00″ O |
| Collingwood                         | Héliport Collingwood/Alta                                                                                             |            | CWD2   |      | 44° 31′ 46″ N, 80° 21′ 15″ O |
| Collingwood                         | Héliport Collingwood (General and Marine Hospital)                                                                    |            | CPP2   |      | 44° 29′ 59″ N, 80° 12′ 12″ O |
| Collingwood                         | Aéroport Collingwood                                                                                                  |            | CNY3   |      | 44° 26′ 57″ N, 80° 09′ 30″ O |
| Combermere                          | Hydroaérodrome Combermere/Kamaniskeg Lake                                                                             |            | CNP5   |      | 45° 23′ 00″ N, 77° 39′ 00″ O |
| Confederation Lake                  | Hydroaérodrome Confederation Lake                                                                                     |            | CJL7   |      | 51° 03′ 00″ N, 92° 50′ 00″ O |
| Conn                                | Aérodrome Conn |            | CCN4   |      | 44° 01′ 57″ N, 80° 29′ 08″ O |
| Constance Lake                      | Hydroaérodrome Constance Lake                                                                                         |            | CNQ5   |      | 45° 24′ 10″ N, 75° 58′ 32″ O |
| Cookstown                           | Aéroport Cookstown |            | CCT2   |      | 44° 14′ 20″ N, 79° 38′ 20″ O |
| Cookstown                           | Aérodrome Cookstown/Kirby Field                                                                                       |            | CKF8   |      | 44° 07′ 58″ N, 79° 43′ 30″ O |
| Cornwall                            | Héliport Cornwall (Community Hospital McConnell Site)                                                                 |            | CPS6   |      | 45° 01′ 52″ N, 74° 43′ 04″ O |
| Cornwall                            | Aéroport régional de Cornwall                                                                                         | CYCC       |        | YCC  | 45° 05′ 34″ N, 74° 34′ 04″ O |
| Cottam                              | Aéroport Cottam |            | CRB2   |      | 42° 08′ 24″ N, 82° 39′ 10″ O |
| Curries                             | Aérodrome Curries (Rand Private Terrain d'aviation)                                                                   |            | CRE3   |      | 43° 03′ 59″ N, 80° 42′ 01″ O |
| De Lesseps Lake                     | Aéroport De Lesseps Lake                                                                                              |            | CKF9   |      | 50° 43′ 03″ N, 90° 41′ 01″ O |
| Deep River                          | Aéroport Deep River/Rolph                                                                                             |            | CPH2   |      | 46° 07′ 00″ N, 77° 32′ 00″ O |
| Deer Lake                           | Aéroport de Deer Lake                                                                                                 | CYVZ       |        | YVZ  | 52° 39′ 21″ N, 94° 03′ 41″ O |
| Deer Lake                           | Hydroaérodrome Deer Lake                                                                                              |            | CJA8   |      | 52° 37′ 00″ N, 94° 03′ 00″ O |
| Deer Lake                           | Hydroaérodrome Deer Lake/Keyamawun                                                                                    |            | CJZ7   |      | 52° 40′ 00″ N, 94° 25′ 00″ O |
| Dorset                              | Hydroaérodrome Dorset/Kawagama Lake (Old Mill Marina)                                                                 |            | CNK5   |      | 45° 16′ 00″ N, 78° 48′ 30″ O |
| Dryden                              | Héliport Dryden Best Western                                                                                          |            | CKV3   |      | 49° 47′ 00″ N, 92° 50′ 00″ O |
| Dryden                              | Aéroport Dryden Regional                                                                                              | CYHD       |        | YHD  | 49° 49′ 54″ N, 92° 44′ 39″ O |
| Dryden                              | Hydroaérodrome Dryden                                                                                                 |            | CJD8   |      | 49° 46′ 00″ N, 92° 50′ 00″ O |
| Dundalk                             | Aérodrome Dundalk (Tripp Field)                                                                                       |            | CTF4   |      | 44° 10′ 28″ N, 80° 18′ 30″ O |
| Dungannon                           | Aérodrome Dungannon                                                                                                   |            | CDG3   |      | 43° 50′ 11″ N, 81° 36′ 24″ O |
| Dunnville                           | Héliport Dunnville (Haldimand War Memorial Hospital)                                                                  |            | CPA9   |      | 42° 54′ 50″ N, 79° 37′ 41″ O |
| Durham                              | Héliport Durham (Memorial Hospital)                                                                                   |            | CPD3   |      | 44° 11′ 00″ N, 80° 50′ 00″ O |
| Dwight                              | Aérodrome Dwight |            | CNF8   |      | 45° 18′ 48″ N, 78° 58′ 30″ O |
| Ear Falls                           | Hydroaérodrome Ear Falls                                                                                              |            | CJE8   |      | 50° 35′ 00″ N, 93° 10′ 00″ O |
| Earlton                             | Aéroport Earlton (Timiskaming Regional)                                                                               | CYXR       |        | YXR  | 47° 41′ 42″ N, 79° 50′ 56″ O |
| East Linton                         | Aérodrome East Linton (Kerr Field)                                                                                    |            | CEL3   |      | 44° 39′ 39″ N, 80° 56′ 39″ O |
| Edenvale                            | Aéroport Edenvale |            | CNV8   |      | 44° 26′ 28″ N, 79° 57′ 46″ O |
| Elk Lake                            | Aéroport Elk Lake |            | CPE3   |      | 47° 43′ 43″ N, 80° 18′ 57″ O |
| Elk Lake                            | Hydroaérodrome Elk Lake                                                                                               |            | CNV5   |      | 47° 44′ 00″ N, 80° 19′ 00″ O |
| Elliot Lake                         | Aéroport Elliot Lake Municipal                                                                                        | CYEL       |        | YEL  | 46° 21′ 05″ N, 82° 33′ 41″ O |
| Elmira                              | Aéroport Elmira (East)                                                                                                |            | CPG4   |      | 43° 35′ 31″ N, 80° 30′ 44″ O |
| Elmira                              | Aéroport Elmira |            | CNT6   |      | 43° 35′ 05″ N, 80° 36′ 11″ O |
| Embrun                              | Aérodrome Ottawa/Embrun                                                                                               |            | CPR2   |      | 45° 14′ 28″ N, 75° 17′ 55″ O |
| Emsdale                             | Aéroport Emsdale |            | CNA4   |      | 45° 33′ 00″ N, 79° 21′ 00″ O |
| Englehart                           | Héliport Englehart (District Hospital)                                                                                |            | CNS3   |      | 47° 49′ 23″ N, 79° 52′ 49″ O |
| Englehart                           | Aérodrome Englehart (Dave's Field)                                                                                    |            | CDF3   |      | 47° 48′ 35″ N, 79° 48′ 40″ O |
| Essex                               | Aéroport Essex |            | CNE9   |      | 42° 05′ 45″ N, 82° 52′ 46″ O |
| Essex                               | Piste d'atterrissage Essex/Billing                                                                                    |            | CEB8   |      | 42° 11′ 12″ N, 82° 46′ 56″ O |
| Ethel                               | Aéroport Ethel |            | CPD2   |      | 43° 44′ 42″ N, 81° 10′ 36″ O |
| Fergus                              | Héliport Fergus (Groves Memorial Community Hospital)                                                                  |            | CPB2   |      | 43° 43′ 18″ N, 80° 22′ 32″ O |
| Fergus                              | Aérodrome Fergus (Terrain d'aviation Holyoake)                                                                        |            | CPY9   |      | 43° 43′ 43″ N, 80° 16′ 59″ O |
| Fergus                              | Aéroport Fergus (Juergensen Field)                                                                                    |            | CPG7   |      | 43° 44′ 06″ N, 80° 26′ 50″ O |
| Fergus                              | Aérodrome Fergus (Royland Field)                                                                                      |            | CPR9   |      | 43° 44′ 31″ N, 80° 23′ 07″ O |
| Fergus                              | Aérodrome Fergus (Vodarek Field)                                                                                      |            | CVF2   |      | 43° 43′ 23″ N, 80° 17′ 21″ O |
| Five Mile Lake                      | Hydroaérodrome Five Mile Lake                                                                                         |            | CNY5   |      | 47° 34′ 00″ N, 83° 13′ 00″ O |
| Fordwich                            | Aéroport Fordwich |            | CPH9   |      | 43° 53′ 17″ N, 80° 59′ 43″ O |
| Fort Albany                         | Aéroport Fort Albany                                                                                                  | CYFA       |        | YFA  | 52° 12′ 05″ N, 81° 41′ 49″ O |
| Fort Erie                           | Héliport Fort Erie (Eurocopter Canada)                                                                                |            | CPG3   |      | 42° 55′ 16″ N, 78° 57′ 21″ O |
| Fort Erie                           | Aéroport Fort Erie |            | CNJ3   |      | 42° 55′ 00″ N, 78° 57′ 20″ O |
| Fort Frances                        | Aéroport municipal de Fort Frances                                                                                    | CYAG       |        | YAG  | 48° 39′ 15″ N, 93° 26′ 23″ O |
| Fort Frances                        | Hydroaérodrome Fort Frances                                                                                           |            | CJM8   |      | 48° 37′ 40″ N, 93° 21′ 28″ O |
| Fort Hope                           | Aéroport de Fort Hope                                                                                                 | CYFH       |        | YFH  | 51° 33′ 43″ N, 87° 54′ 28″ O |
| Fort Severn                         | Aéroport de Fort Severn                                                                                               | CYER       |        | YER  | 56° 01′ 08″ N, 87° 40′ 34″ O |
| Gananoque                           | Aéroport Gananoque |            | CNN8   |      | 44° 24′ 07″ N, 76° 14′ 39″ O |
| Gananoque                           | Hydroaérodrome Gananoque                                                                                              |            | CGN1   |      | 44° 19′ 30″ N, 76° 09′ 25″ O |
| Georgetown                          | Héliport Georgetown Hospital                                                                                          |            | CNZ6   |      | 43° 38′ 39″ N, 79° 56′ 03″ O |
| Geraldton                           | Héliport Geraldton (District Hospital)                                                                                |            | CPJ4   |      | 49° 43′ 18″ N, 86° 57′ 26″ O |
| Geraldton                           | Aéroport de Geraldton (Greenstone Regional)                                                                           | CYGQ       |        | YGQ  | 49° 46′ 42″ N, 86° 56′ 22″ O |
| Geraldton                           | Hydroaérodrome Geraldton/Hutchison Lake                                                                               |            | CNE6   |      | 49° 47′ 03″ N, 86° 56′ 20″ O |
| Goderich                            | Aéroport Goderich (Aéroport Goderich Municipal)                                                                       | CYGD       |        | YGD  | 43° 46′ 01″ N, 81° 42′ 38″ O |
| Gooderham                           | Hydroaérodrome Gooderham/Pencil Lake                                                                                  |            | CNN7   |      | 44° 48′ 00″ N, 78° 21′ 00″ O |
| Gore Bay                            | Aéroport Gore Bay-Manitoulin                                                                                          | CYZE       |        | YZE  | 45° 52′ 54″ N, 82° 34′ 02″ O |
| Gowganda                            | Hydroaérodrome Gowganda/Gowganda Lake                                                                                 |            | CPL6   |      | 47° 39′ 02″ N, 80° 47′ 07″ O |
| Grand Bend                          | Aéroport Grand Bend                                                                                                   |            | CPL4   |      | 43° 17′ 13″ N, 81° 42′ 51″ O |
| Grand Valley                        | Aérodrome Grand Valley (Black Field)                                                                                  |            | CGV5   |      | 43° 51′ 36″ N, 80° 17′ 19″ O |
| Grand Valley                        | Aérodrome Grand Valley/Luther Field                                                                                   |            | CGV2   |      | 43° 58′ 35″ N, 80° 23′ 07″ O |
| Grand Valley                        | Aérodrome Grand Valley (Martin Field)                                                                                 |            | CGV6   |      | 43° 52′ 29″ N, 80° 17′ 12″ O |
| Grand Sudbury                       | Sudbury/Laurentian Hospital                                                                                           |            | CSL8   |      | 46° 28′ 05″ N, 80° 59′ 46″ O |
| Grand Sudbury                       | Aéroport de Sudbury (Aéroport Greater Sudbury)                                                                        | CYSB       |        | YSB  | 46° 37′ 30″ N, 80° 47′ 56″ O |
| Grand Sudbury                       | Hydroaérodrome Sudbury/Azilda                                                                                         |            | CNC5   |      | 46° 32′ 00″ N, 81° 08′ 00″ O |
| Grand Sudbury                       | Aéroport Sudbury/Coniston                                                                                             |            | CSC9   |      | 46° 28′ 56″ N, 80° 50′ 02″ O |
| Grand Sudbury                       | Hydroaérodrome Sudbury/Ramsey Lake                                                                                    |            | CNB8   |      | 46° 28′ 48″ N, 80° 59′ 07″ O |
| Greenbank                           | Aéroport Greenbank |            | CNP8   |      | 44° 08′ 01″ N, 79° 00′ 46″ O |
| Grimsby                             | Village aéronautique Grimsby                                                                                          |            | CNZ8   |      | 43° 09′ 36″ N, 79° 35′ 57″ O |
| Guelph                              | Aéroport Guelph |            | CNC4   |      | 43° 33′ 50″ N, 80° 11′ 46″ O |
| Hagersville                         | Héliport Hagersville (West Haldimand General Hospital)                                                                |            | CPA6   |      | 42° 57′ 30″ N, 80° 02′ 36″ O |
| Haliburton                          | Héliport Haliburton (Hospital)                                                                                        |            | CNF2   |      | 45° 02′ 17″ N, 78° 31′ 49″ O |
| Haliburton                          | Hydroaérodrome Haliburton                                                                                             |            | CNF6   |      | 45° 00′ 30″ N, 78° 34′ 00″ O |
| Haliburton                          | Aéroport Haliburton/Stanhope Municipal                                                                                |            | CND4   |      | 45° 06′ 39″ N, 78° 38′ 24″ O |
| Hamilton                            | Héliport Hamilton (Chedoke-McMaster Hospital)                                                                         |            | CPJ3   |      | 43° 15′ 57″ N, 79° 55′ 44″ O |
| Hamilton                            | Héliport Hamilton (General Hospital)                                                                                  |            | CPK3   |      | 43° 15′ 42″ N, 79° 51′ 17″ O |
| Hamilton                            | Aéroport Hamilton/John C. Munro International (Hamilton International, Aéroport John C. Munro Hamilton International) | CYHM       |        | YHM  | 43° 10′ 25″ N, 79° 56′ 06″ O |
| Hanover                             | Héliport Hanover (District Hospital)                                                                                  |            | CNZ7   |      | 44° 08′ 27″ N, 81° 01′ 45″ O |
| Hanover                             | Aéroport Hanover/Saugeen Municipal                                                                                    |            | CPN4   |      | 44° 09′ 30″ N, 81° 03′ 46″ O |
| Harrow                              | Aéroport Harrow |            | CGL2   |      | 42° 03′ 34″ N, 82° 50′ 27″ O |
| Hawk Junction                       | Hydroaérodrome Hawk Junction                                                                                          |            | CNH6   |      | 48° 05′ 00″ N, 84° 33′ 00″ O |
| Hawkesbury                          | Aéroport Hawkesbury (East)                                                                                            |            | CPG5   |      | 45° 34′ 58″ N, 74° 32′ 56″ O |
| Hawkesbury                          | Aéroport Hawkesbury (Windover Field)                                                                                  |            | CPD8   |      | 45° 33′ 52″ N, 74° 48′ 35″ O |
| Hawkesbury                          | Aéroport Hawkesbury                                                                                                   |            | CNV4   |      | 45° 37′ 00″ N, 74° 39′ 00″ O |
| Head Lake                           | Hydroaérodrome Head Lake                                                                                              |            | CPV5   |      | 44° 43′ 17″ N, 78° 54′ 39″ O |
| Hearst                              | Aéroport municipal René Fontaine de Hearst                                                                            | CYHF       |        | YHF  | 49° 42′ 50″ N, 83° 41′ 13″ O |
| Hearst                              | Hydroaérodrome Hearst/Carey Lake                                                                                      |            | CNJ5   |      | 49° 45′ 00″ N, 84° 02′ 00″ O |
| Highgate                            | Aéroport Highgate |            | CNA2   |      | 42° 33′ 16″ N, 81° 48′ 11″ O |
| Highgate                            | Aérodrome Highgate (South)                                                                                            |            | CHS2   |      | 42° 28′ 25″ N, 81° 49′ 19″ O |
| Holland Landing                     | Village aéronautique Holland Landing                                                                                  |            | CLA4   |      | 44° 05′ 22″ N, 79° 29′ 42″ O |
| Hornepayne                          | Hydroaérodrome Granitehill Lake                                                                                       |            | CND6   |      | 49° 06′ 00″ N, 85° 12′ 00″ O |
| Hornepayne                          | Aéroport Hornepayne Municipal                                                                                         | CYHN       |        | YHN  | 49° 11′ 35″ N, 84° 45′ 32″ O |
| Hornepayne                          | Hydroaérodrome Hornepayne                                                                                             |            | CNJ6   |      | 49° 11′ 00″ N, 84° 53′ 00″ O |
| Hudson                              | Hydroaérodrome Hudson                                                                                                 |            | CJA9   |      | 50° 06′ 00″ N, 92° 10′ 00″ O |
| Huntsville                          | Héliport Huntsville (Memorial District Hospital)                                                                      |            | CPC9   |      | 45° 20′ 24″ N, 79° 12′ 15″ O |
| Huntsville                          | Hydroaérodrome Huntsville                                                                                             |            | CNU6   |      | 45° 19′ 02″ N, 79° 15′ 28″ O |
| Huntsville                          | Hydroaérodrome Huntsville/Bella Lake                                                                                  |            | CPY7   |      | 45° 27′ 10″ N, 79° 01′ 32″ O |
| Huntsville                          | Aéroport Huntsville/Deerhurst Resort                                                                                  |            | CDH1   |      | 45° 21′ 15″ N, 79° 09′ 05″ O |
| Huntsville                          | Hydroaérodrome Huntsville (North)                                                                                     |            | CHL6   |      | 45° 19′ 53″ N, 79° 15′ 29″ O |
| Ignace                              | Héliport Ignace |            | CJN3   |      | 49° 24′ 23″ N, 91° 38′ 05″ O |
| Ignace                              | Aéroport Ignace Municipal                                                                                             | CZUC       |        | ZUC  | 49° 25′ 47″ N, 91° 43′ 04″ O |
| Ignace                              | Hydroaérodrome Ignace                                                                                                 |            | CJD9   |      | 49° 25′ 00″ N, 91° 40′ 00″ O |
| Iroquois Falls                      | Aéroport Iroquois Falls                                                                                               |            | CNE4   |      | 48° 44′ 30″ N, 80° 47′ 36″ O |
| Iroquois                            | Aéroport Iroquois |            | CNP7   |      | 44° 50′ 00″ N, 75° 19′ 00″ O |
| Kakabeka Falls                      | Aéroport Kakabeka Falls                                                                                               |            | CKG8   |      | 48° 25′ 06″ N, 89° 36′ 07″ O |
| Kapuskasing                         | Aéroport de Kapuskasing                                                                                               | CYYU       |        | YYU  | 49° 24′ 42″ N, 82° 28′ 07″ O |
| Kapuskasing                         | Héliport Kapuskasing (Sensenbrenner Hospital)                                                                         |            | CKP7   |      | 49° 25′ 30″ N, 82° 25′ 37″ O |
| Kars                                | Village aéronautique Kars/Rideau Valley (Village aéronautique Rideau Valley)                                          |            | CPL3   |      | 45° 06′ 00″ N, 75° 38′ 00″ O |
| Kasabonika                          | Aéroport de Kasabonika                                                                                                | CYAQ       |        | XKS  | 53° 31′ 29″ N, 88° 38′ 35″ O |
| Kashabowie                          | Hydroaérodrome Kashabowie/Upper Shebandowan Lake                                                                      |            | CKF5   |      | 48° 39′ 00″ N, 90° 24′ 00″ O |
| Kashechewan                         | Aéroport de Kashechewan                                                                                               | CZKE       |        | ZKE  | 52° 16′ 57″ N, 81° 40′ 40″ O |
| Keene                               | Aéroport Keene/Elmhirst's Resort                                                                                      |            | CPS2   |      | 44° 15′ 00″ N, 78° 07′ 00″ O |
| Keene                               | Hydroaérodrome Keene/Elmhirst's Resort                                                                                |            | CNQ6   |      | 44° 14′ 00″ N, 78° 07′ 00″ O |
| Kennisis Lake                       | Hydroaérodrome Kennisis Lake                                                                                          |            | CKS2   |      | 45° 14′ 03″ N, 78° 37′ 20″ O |
| Keewaywin                           | Aéroport Keewaywin |            | CPV8   | KEW  | 52° 59′ 28″ N, 92° 50′ 11″ O |
| Kenora                              | Héliport Kenora (Lake Of The Woods District Hospital)                                                                 |            | CJG6   |      | 49° 46′ 07″ N, 94° 29′ 56″ O |
| Kenora                              | Aéroport Kenora | CYQK       |        | YQK  | 49° 47′ 18″ N, 94° 21′ 47″ O |
| Kenora                              | Hydroaérodrome Kenora                                                                                                 |            | CJM9   |      | 49° 45′ 00″ N, 94° 29′ 00″ O |
| Killarney                           | Aéroport Killarney |            | cpt2   |      | 45° 58′ 39″ N, 81° 29′ 41″ O |
| Kincardine                          | Héliport Kincardine (South Bruce Grey Health Centre)                                                                  |            | CPU2   |      | 44° 11′ 15″ N, 81° 37′ 28″ O |
| Kincardine                          | Aéroport Kincardine                                                                                                   |            | CNS7   |      | 44° 12′ 05″ N, 81° 36′ 24″ O |
| Kincardine                          | Aéroport Kincardine/Shepherd's Landing                                                                                |            | CKS9   |      | 44° 07′ 03″ N, 81° 41′ 54″ O |
| Kingfisher Lake                     | Aéroport Kingfisher Lake                                                                                              |            | CNM5   | KIF  | 53° 00′ 45″ N, 89° 51′ 19″ O |
| Kingston                            | Aéroport Kingston/Norman Rogers (Kingston)                                                                            | CYGK       |        | YGK  | 44° 13′ 31″ N, 76° 35′ 49″ O |
| Kingston                            | Héliport Hôpital général de Kingston                                                                                  |            | CPJ7   |      | 44° 13′ 19″ N, 76° 29′ 35″ O |
| Kirkfield                           | Aérodrome Kirkfield (Palestine)                                                                                       | CKP4       |        |      | 44° 29′ 24″ N, 78° 58′ 40″ O |
| Kirkland Lake                       | Aéroport Kirkland Lake                                                                                                | CYKX       |        | YKX  | 48° 12′ 37″ N, 79° 58′ 53″ O |
| Lac La Croix                        | Hydroaérodrome Lac La Croix                                                                                           |            | CJU9   |      | 48° 21′ 00″ N, 92° 12′ 00″ O |
| Lake Joseph                         | Hydroaérodrome Port Carling/Lake Joseph                                                                               |            | CLJ2   |      | 45° 06′ 52″ N, 79° 37′ 21″ O |
| Lake Muskoka                        | Hydroaérodrome Lake Muskoka South                                                                                     |            | CHM5   |      | 44° 57′ 58″ N, 79° 25′ 48″ O |
| Lakeshore                           | Aérodrome Stoney Point (Trepanier)                                                                                    |            | CRJ2   |      | 42° 17′ 20″ N, 82° 35′ 54″ O |
| Lancaster                           | Village aéronautique Lancaster                                                                                        |            | CLA6   |      | 45° 12′ 00″ N, 74° 21′ 45″ O |
| Lansdowne House                     | Aéroport de Lansdowne House                                                                                           | CYLH       |        | YLH  | 52° 11′ 44″ N, 87° 56′ 03″ O |
| Laurel/Whittington                  | Aérodrome Laurel/Whittington                                                                                          |            | CLW3   |      | 43° 58′ 45″ N, 80° 10′ 38″ O |
| Leamington                          | Aéroport Leamington                                                                                                   |            | CLM2   |      | 42° 01′ 29″ N, 82° 31′ 30″ O |
| Lefroy                              | Aéroport Lefroy |            | CPQ4   |      | 44° 18′ 00″ N, 79° 33′ 00″ O |
| Lindsay                             | Aéroport Lindsay |            | CNF4   |      | 44° 21′ 53″ N, 78° 47′ 02″ O |
| Listowel                            | Aéroport Listowel |            | CPN5   |      | 43° 44′ 34″ N, 80° 59′ 29″ O |
| Little Current                      | Héliport Little Current (Manitoulin Health Centre)                                                                    |            | CNT4   |      | 45° 58′ 41″ N, 81° 55′ 35″ O |
| Little Current                      | Hydroaérodrome Little Current                                                                                         |            | CNZ9   |      | 45° 59′ 02″ N, 81° 57′ 31″ O |
| London                              | Aéroport international de London (Aéroport de London)                                                                 | CYXU       |        | YXU  | 43° 01′ 59″ N, 81° 09′ 04″ O |
| London                              | Héliport London (University Hospital)                                                                                 |            | CPR4   |      | 43° 00′ 46″ N, 81° 16′ 27″ O |
| London                              | Héliport London (Victoria Hospita                                                                                     |            | CPW2   |      | 42° 57′ 32″ N, 81° 13′ 32″ O |
| London                              | Aéroport London/Chapeskie Field                                                                                       |            | CLC2   |      | 43° 04′ 06″ N, 81° 07′ 32″ O |
| Lucan                               | Aéroport Lucan |            | CPS4   |      | 43° 09′ 48″ N, 81° 24′ 45″ O |
| Lucknow                             | Village aéronautique Lucknow                                                                                          |            | CLK3   |      | 43° 58′ 04″ N, 81° 29′ 36″ O |
| MacTier                             | Hydroaérodrome Mac Tier/Francis Island                                                                                |            | CPZ7   |      | 45° 09′ 01″ N, 80° 01′ 09″ O |
| Machin                              | Aéroport Vermilion Bay                                                                                                |            | CKQ7   |      | 49° 52′ 47″ N, 93° 26′ 11″ O |
| Manitouwadge                        | Héliport Manitouwadge (General Hospital)                                                                              |            | CPU4   |      | 49° 07′ 20″ N, 85° 49′ 20″ O |
| Manitouwadge                        | Aéroport Manitouwadge                                                                                                 | CYMG       |        | YMG  | 49° 05′ 02″ N, 85° 51′ 38″ O |
| Manitowaning                        | Hydroaérodrome Manitowaning                                                                                           |            | CPJ9   |      | 45° 44′ 00″ N, 81° 48′ 00″ O |
| Manitowaning                        | Aéroport Manitowaning/Manitoulin East Municipal                                                                       | CYEM       |        | YEM  | 45° 50′ 33″ N, 81° 51′ 27″ O |
| Manotick                            | Aérodrome Ottawa/Manotick (Hope Field)                                                                                |            | CHF2   |      | 45° 11′ 26″ N, 75° 42′ 31″ O |
| Mansfield                           | Aéroport Mansfield |            | CPV4   |      | 44° 09′ 00″ N, 80° 01′ 11″ O |
| Marathon                            | Héliport Marathon (Wilson Memorial Hospital)                                                                          |            | CPX2   |      | 48° 43′ 07″ N, 86° 22′ 29″ O |
| Marathon                            | Aérodrome Marathon | CYSP       |        | YSP  | 48° 45′ 19″ N, 86° 20′ 40″ O |
| Markdale                            | Héliport Markdale (Centre Grey General Hospital)                                                                      |            | CPD9   |      | 44° 18′ 54″ N, 80° 39′ 29″ O |
| Markham                             | Aéroport Toronto/Markham (Aéroport Markham)                                                                           |            | CNU8   |      | 43° 56′ 09″ N, 79° 15′ 44″ O |
| Matawatchan                         | Aérodrome Matawatchan                                                                                                 |            | CMW3   |      | 45° 09′ 50″ N, 77° 05′ 46″ O |
| Mattawa                             | Aéroport Mattawa |            | CMA2   |      | 46° 17′ 59″ N, 78° 44′ 52″ O |
| Mattawa                             | Hydroaérodrome Mattawa                                                                                                |            | CPT7   |      | 46° 18′ 41″ N, 78° 43′ 22″ O |
| Maxville                            | Aérodrome Maxville (Bourdon Farm)                                                                                     | CMB7       |        |      | 45° 15′ 10″ N, 74° 48′ 25″ O |
| Meaford                             | Héliport Meaford (General Hospital)                                                                                   |            | CPA7   |      | 44° 36′ 25″ N, 80° 35′ 56″ O |
| Melbourne                           | Aérodrome Melbourne                                                                                                   |            | CNM2   |      | 42° 49′ 27″ N, 81° 32′ 55″ O |
| Midland                             | Héliport Midland (Huronia District Hospital)                                                                          |            | CPW6   |      | 44° 44′ 30″ N, 79° 54′ 52″ O |
| Midland                             | Aéroport Midland/Huronia                                                                                              | CYEE       |        | YEE  | 44° 41′ 05″ N, 79° 55′ 46″ O |
| Milton                              | Héliport Milton (AFI)                                                                                                 |            | CMH2   |      | 43° 31′ 56″ N, 79° 54′ 10″ O |
| Milton                              | Héliport Milton (District Hospital)                                                                                   |            | CPY2   |      | 43° 29′ 46″ N, 79° 52′ 11″ O |
| Miminiska                           | Aéroport Miminiska |            | CPS5   |      | 51° 36′ 16″ N, 88° 34′ 56″ O |
| Miminiska                           | Hydroaérodrome Miminiska                                                                                              |            | CMA4   |      | 51° 36′ 05″ N, 88° 34′ 51″ O |
| Minaki                              | Hydroaérodrome Minaki/Pistol Lake                                                                                     |            | CKP3   |      | 49° 59′ 00″ N, 94° 43′ 00″ O |
| Mindemoya                           | Héliport Mindemoya (Hospital)                                                                                         |            | CNW4   |      | 45° 44′ 20″ N, 82° 10′ 00″ O |
| Minden                              | Héliport Minden (Hospital)                                                                                            |            | CMI2   |      | 44° 55′ 29″ N, 78° 43′ 46″ O |
| Moose Factory                       | Héliport Moose Factory                                                                                                |            | CPN3   |      | 51° 14′ 58″ N, 80° 37′ 08″ O |
| Moosonee                            | Aéroport de Moosonee                                                                                                  | CYMO       |        | YMO  | 51° 17′ 28″ N, 80° 36′ 28″ O |
| Moosonee                            | Hydroaérodrome Moosonee                                                                                               |            | CNB7   |      | 51° 16′ 00″ N, 80° 39′ 00″ O |
| Morrisburg                          | Aéroport Morrisburg                                                                                                   |            | CNS8   |      | 44° 57′ 00″ N, 75° 05′ 00″ O |
| Mount Forest                        | Héliport Mount Forest (Louise Marshall Hospital)                                                                      |            | CPA2   |      | 43° 58′ 27″ N, 80° 44′ 15″ O |
| Mountain View                       | Aéroport Trenton/Mountain View                                                                                        |            | CPZ3   |      | 44° 04′ 10″ N, 77° 20′ 17″ O |
| Municipalité régionale de Waterloo  | Héliport Grand River Hospital                                                                                         |            | CNK9   |      | 43° 27′ 10″ N, 80° 30′ 13″ O |
| Municipalité régionale de Waterloo  | Aéroport Region of Waterloo International (Aéroport Kitchener/Waterloo Regional)                                      | CYKF       |        | YKF  | 43° 27′ 32″ N, 80° 22′ 39″ O |
| Muskoka                             | Aéroport Muskoka | CYQA       |        | YQA  | 44° 58′ 29″ N, 79° 18′ 12″ O |
| Muskrat Dam                         | Aéroport de Muskrat Dam                                                                                               | CZMD       |        | MSA  | 53° 26′ 29″ N, 91° 45′ 46″ O |
| Nakina                              | Aéroport de Nakina | CYQN       |        | YQN  | 50° 10′ 58″ N, 86° 41′ 47″ O |
| Nakina                              | Hydroaérodrome Nakina                                                                                                 |            | CNE7   |      | 50° 13′ 00″ N, 86° 42′ 00″ O |
| Nestor Falls                        | Aéroport Nestor Falls                                                                                                 |            | CJA5   |      | 49° 08′ 25″ N, 93° 55′ 01″ O |
| Nestor Falls                        | Hydroaérodrome Nestor Falls                                                                                           |            | CKT3   |      | 49° 07′ 00″ N, 93° 55′ 00″ O |
| Nestor Falls                        | Hydroaérodrome Nestor Falls/Sabaskong Bay                                                                             |            | CKW3   |      | 49° 08′ 00″ N, 93° 56′ 00″ O |
| New Liskeard                        | Héliport New Liskeard (Temiskaming Hospital)                                                                          |            | CNV3   |      | 47° 29′ 40″ N, 79° 41′ 30″ O |
| Niagara Falls                       | Héliport Niagara Falls                                                                                                |            | CPQ3   |      | 43° 07′ 00″ N, 79° 04′ 00″ O |
| Niagara Falls                       | Héliport Niagara Falls (Hôpital Greater Niagara General)                                                              | CNG8       |        |      | 43° 06′ 21″ N, 79° 05′ 31″ O |
| Niagara Falls                       | Aéroport Niagara Falls/Niagara South                                                                                  |            | CNF9   |      | 42° 59′ 58″ N, 79° 03′ 49″ O |
| Nibinamik                           | Aéroport Summer Beaver                                                                                                |            | CJV7   | SUR  | 52° 42′ 31″ N, 88° 32′ 31″ O |
| Nipigon                             | Héliport Nipigon (District Memorial Hospital)                                                                         |            | CKE9   |      | 49° 00′ 58″ N, 88° 16′ 44″ O |
| Nixon                               | Aéroport Nixon |            | CNX8   |      | 42° 50′ 51″ N, 80° 23′ 43″ O |
| Nobel                               | Village aéronautique Nobel/Lumsden                                                                                    |            | CNL7   |      | 45° 24′ 30″ N, 80° 04′ 41″ O |
| Nobel                               | Hydroaérodrome Nobel/Sawdust Bay                                                                                      |            | CNT2   |      | 45° 24′ 07″ N, 80° 07′ 33″ O |
| North Bay                           | Aéroport North Bay/Jack Garland (Aéroport North Bay)                                                                  | CYYB       |        | YYB  | 46° 21′ 49″ N, 79° 25′ 22″ O |
| North Bay                           | Hydroaérodrome North Bay                                                                                              |            | CNH7   |      | 46° 19′ 52″ N, 79° 24′ 05″ O |
| North Bay                           | Héliport North Bay (North Bay Regional Health Centre)                                                                 |            | CNB3   |      | 46° 20′ 05″ N, 79° 29′ 45″ O |
| North Spirit Lake                   | Aéroport de North Spirit Lake                                                                                         |            | CKQ3   | YNO  | 52° 29′ 24″ N, 92° 58′ 16″ O |
| Oakville                            | Héliport Oakville (Trafalgar Memorial Hospital)                                                                       |            | CPE8   |      | 43° 28′ 27″ N, 79° 40′ 18″ O |
| Ogoki Post                          | Aéroport d'Ogoki Post                                                                                                 |            | CNT3   | YOG  | 51° 39′ 31″ N, 85° 54′ 06″ O |
| Opapimiskan Lake                    | Aéroport Opapimiskan Lake                                                                                             |            | CKM8   |      | 52° 36′ 31″ N, 90° 22′ 37″ O |
| Orangeville                         | Aérodrome Orangeville/Brundle Field                                                                                   |            | COB4   |      | 43° 52′ 30″ N, 80° 10′ 51″ O |
| Orangeville                         | Aéroport Orangeville/Castelwood Field                                                                                 |            | CPV2   |      | 43° 57′ 31″ N, 80° 09′ 18″ O |
| Orangeville                         | Héliport Orangeville (Headwaters Healthcare Centre)                                                                   |            | CHW2   |      | 43° 55′ 12″ N, 80° 04′ 32″ O |
| Orillia                             | Héliport Orillia (Ontario Provincial Police)                                                                          |            | COP2   |      | 44° 34′ 55″ N, 79° 25′ 46″ O |
| Orillia                             | Aéroport Orillia |            | CNJ4   |      | 44° 41′ 00″ N, 79° 19′ 00″ O |
| Orillia                             | Hydroaérodrome Orillia/Lake St John                                                                                   |            | CNV6   |      | 44° 41′ 00″ N, 79° 19′ 00″ O |
| Orillia                             | Hydroaérodrome Orillia/Matchedash Lake                                                                                |            | CPU5   |      | 44° 47′ 00″ N, 79° 30′ 00″ O |
| Orton                               | Aéroport Orton/Smith Field                                                                                            |            | CPS7   |      | 43° 46′ 30″ N, 80° 13′ 41″ O |
| Oshawa                              | Aéroport Toronto/Oshawa Muni                                                                                          | CYOO       |        | YOO  | 43° 55′ 22″ N, 78° 53′ 42″ O |
| Ottawa                              | Aérodrome Ottawa/Casselman (Shea Field)                                                                               |            | CSF7   |      | 45° 17′ 59″ N, 75° 10′ 17″ O |
| Ottawa                              | Héliport Ottawa/Dwyer Hill                                                                                            | CYDH       |        |      | 45° 07′ 50″ N, 75° 56′ 54″ O |
| Ottawa                              | Hydroaérodrome Ottawa/Rockcliffe (Aéroport Rockcliffe)                                                                |            | CTR7   |      | 45° 27′ 47″ N, 75° 38′ 47″ O |
| Ottawa                              | Héliport Ottawa (Children's Hospital)                                                                                 |            | CPK7   |      | 45° 24′ 04″ N, 75° 39′ 01″ O |
| Ottawa                              | Héliport Ottawa (Civic Hospital)                                                                                      |            | CPP7   |      | 45° 23′ 30″ N, 75° 43′ 14″ O |
| Ottawa                              | Aéroport international Macdonald-Cartier (Aéroport international Macdonald-Cartier d'Ottawa)                          | CYOW       |        | YOW  | 45° 19′ 21″ N, 75° 40′ 09″ O |
| Ottawa                              | Aéroport Ottawa/Rockcliffe                                                                                            | CYRO       |        | YRO  | 45° 27′ 37″ N, 75° 38′ 46″ O |
| Owen Sound                          | Aéroport Owen Sound/Billy Bishop Regional (Aéroport Billy Bishop Regional)                                            | CYOS       |        | YOS  | 44° 35′ 25″ N, 80° 50′ 15″ O |
| Owen Sound                          | Aérodrome Owen Sound (Cook Field)                                                                                     |            | CCK5   |      | 44° 38′ 43″ N, 80° 44′ 44″ O |
| Owen Sound                          | Héliport Owen Sound (Grey Bruce Health Services)                                                                      |            | CNK6   |      | 44° 34′ 05″ N, 80° 54′ 48″ O |
| Palmerston                          | Héliport Palmerston (District Hospital)                                                                               |            | CPA3   |      | 43° 50′ 18″ N, 80° 50′ 31″ O |
| Palmerston                          | Aéroport Palmerston                                                                                                   |            | CPR3   |      | 43° 51′ 13″ N, 80° 46′ 49″ O |
| Parry Sound                         | Aéroport Parry Sound Area Municipal                                                                                   |            | CNK4   | YPD  | 45° 15′ 27″ N, 79° 49′ 47″ O |
| Parry Sound                         | Hydroaérodrome Parry Sound Harbour                                                                                    |            | CPS1   |      | 45° 20′ 21″ N, 80° 02′ 05″ O |
| Parry Sound                         | Héliport Parry Sound Medical                                                                                          |            | CRS2   |      | 45° 20′ 30″ N, 80° 01′ 00″ O |
| Parry Sound                         | Hydroaérodrome Parry Sound/Deep Bay                                                                                   |            | CPT8   |      | 45° 23′ 55″ N, 80° 10′ 55″ O |
| Parry Sound                         | Hydroaérodrome Parry Sound/Derbyshire Island                                                                          |            | CDS6   |      | 45° 14′ 41″ N, 80° 09′ 18″ O |
| Parry Sound                         | Hydroaérodrome Parry Sound/Frying Pan Island-Sans Souci                                                               |            | CPS9   |      | 45° 10′ 24″ N, 80° 08′ 15″ O |
| Parry Sound                         | Hydroaérodrome Parry Sound/Huron Island                                                                               |            | CPS8   |      | 45° 10′ 46″ N, 80° 06′ 24″ O |
| Parry Sound                         | Hydroaérodrome Parry Sound/St. Waleran Island                                                                         |            | CPD6   |      | 45° 14′ 57″ N, 80° 12′ 13″ O |
| Pays Plat                           | Hydroaérodrome Pays Plat                                                                                              |            | CNM7   |      | 48° 53′ 00″ N, 87° 35′ 00″ O |
| Peawanuck                           | Aéroport Peawanuck | CYPO       |        | YPO  | 54° 59′ 17″ N, 85° 26′ 36″ O |
| Pelée                               | Aéroport Pelee Island                                                                                                 | CYPT       |        |      | 41° 46′ 42″ N, 82° 40′ 41″ O |
| Pembroke                            | Héliport Pembroke (Regional Hospital)                                                                                 |            | CNG5   |      | 45° 48′ 55″ N, 77° 06′ 28″ O |
| Pembroke                            | Aéroport Pembroke | CYTA       |        | YTA  | 45° 51′ 52″ N, 77° 15′ 06″ O |
| Pendleton                           | Aéroport Pendleton |            | CNF3   |      | 45° 29′ 10″ N, 75° 05′ 46″ O |
| Perry Lake                          | Hydroaérodrome Perry Lake                                                                                             |            | CPT6   |      | 48° 31′ 57″ N, 80° 06′ 26″ O |
| Perth                               | Héliport Perth (Great War Memorial Hospital)                                                                          |            | CNC9   |      | 44° 54′ 18″ N, 76° 14′ 59″ O |
| Petawawa                            | Aéroport Petawawa | CYWA       |        | YWA  | 45° 57′ 08″ N, 77° 19′ 09″ O |
| Peterborough                        | Héliport Peterborough Regional Health Centre                                                                          |            | CNU3   |      | 44° 18′ 02″ N, 78° 20′ 44″ O |
| Peterborough                        | Aéroport Peterborough                                                                                                 | CYPQ       |        | YPQ  | 44° 13′ 48″ N, 78° 21′ 48″ O |
| Pickle Lake                         | Aéroport de Pickle Lake                                                                                               | CYPL       |        | YPL  | 51° 26′ 47″ N, 90° 12′ 51″ O |
| Pickle Lake                         | Hydroaérodrome Pickle Lake                                                                                            |            | CKG4   |      | 51° 28′ 00″ N, 90° 12′ 00″ O |
| Picton                              | Aéroport Picton |            | CNT7   |      | 43° 59′ 21″ N, 77° 08′ 21″ O |
| Picton                              | Héliport Héliport Picton (Hôpital Prince Edward County)                                                               |            | CPE7   |      | 44° 00′ 59″ N, 77° 08′ 17″ O |
| Pikangikum                          | Aérodrome de Pikangikum                                                                                               | CYPM       |        | YPM  | 51° 49′ 11″ N, 93° 58′ 24″ O |
| Pikangikum                          | Hydroaérodrome Pikangikum                                                                                             |            | CKH4   |      | 51° 48′ 00″ N, 93° 59′ 00″ O |
| Plattsville                         | Aérodrome Plattsville (Lubitz Flying Field)                                                                           |            | CLB2   |      | 43° 18′ 21″ N, 80° 32′ 55″ O |
| Plevna                              | Aéroport Plevna/Tomvale                                                                                               |            | CNA9   |      | 44° 54′ 58″ N, 76° 56′ 09″ O |
| Poplar Hill                         | Aéroport de Poplar Hill                                                                                               |            | CPV7   | YHP  | 52° 06′ 48″ N, 94° 15′ 20″ O |
| Port Carling                        | Aéroport Port Carling                                                                                                 | CPC2       |        |      | 45° 05′ 34″ N, 79° 35′ 50″ O |
| Port Carling                        | Hydroaérodrome Lake Muskoka/Mortimer's Point                                                                          |            | CNC7   |      | 45° 03′ 00″ N, 79° 33′ 40″ O |
| Port Carling                        | Hydroaérodrome Lake Rosseau/Arthurlie Bay                                                                             |            | CPF9   |      | 45° 07′ 00″ N, 79° 33′ 00″ O |
| Port Carling                        | Hydroaérodrome Port Carling/Butterfly Lake                                                                            |            | CPY8   |      | 45° 05′ 38″ N, 79° 37′ 50″ O |
| Port Colborne                       | Aéroport Port Colborne                                                                                                |            | CPE5   |      | 42° 52′ 39″ N, 79° 21′ 10″ O |
| Port Elgin                          | Aéroport Port Elgin                                                                                                   |            | CNL4   |      | 44° 24′ 55″ N, 81° 24′ 52″ O |
| Port Hope                           | Aérodrome Port Hope (Peter's Field)                                                                                   |            | CPH3   |      | 44° 01′ 29″ N, 78° 25′ 37″ O |
| Port Loring                         | Aéroport Arnstein |            | CNR9   |      | 45° 55′ 32″ N, 79° 55′ 40″ O |
| Port Loring                         | Hydroaérodrome Port Loring                                                                                            |            | CNQ7   |      | 45° 53′ 00″ N, 80° 06′ 00″ O |
| Port Loring                         | Hydroaérodrome Smoky Lake                                                                                             |            | CNS2   |      | 45° 51′ 00″ N, 80° 13′ 00″ O |
| Port Perry                          | Aéroport Port Perry/Hoskin                                                                                            | CPP3       |        |      | 44° 03′ 42″ N, 78° 53′ 07″ O |
| Port Perry                          | Héliport Port Perry (Community Memorial Hospital)                                                                     |            | CPX6   |      | 44° 06′ 19″ N, 78° 57′ 17″ O |
| Port Stanton                        | Hydroaérodrome Port Stanton/Sparrow Lake                                                                              |            | CNX7   |      | 44° 48′ 00″ N, 79° 25′ 00″ O |
| Portage Lake                        | Hydroaérodrome Portage Lake                                                                                           |            | CND9   |      | 45° 46′ 00″ N, 80° 14′ 00″ O |
| Queensville                         | Aéroport Queensville (Village aéronautique Rollick)                                                                   | CRA2       |        |      | 44° 08′ 27″ N, 79° 29′ 05″ O |
| Rainy River                         | Hydroaérodrome Rainy River                                                                                            |            | CKQ4   |      | 48° 43′ 00″ N, 94° 34′ 00″ O |
| Red Lake                            | Héliport Red Lake (Margaret Cochenour Memorial Hospital)                                                              |            | CRL3   |      | 51° 00′ 49″ N, 93° 49′ 19″ O |
| Red Lake                            | Aéroport Red Lake | CYRL       |        | YRL  | 51° 04′ 01″ N, 93° 47′ 35″ O |
| Red Lake                            | Hydroaérodrome Red Lake                                                                                               |            | CKS4   |      | 51° 02′ 00″ N, 93° 50′ 00″ O |
| Renfrew                             | Hydroaérodrome Renfrew/Black Donald Lake                                                                              |            | CPK8   |      | 45° 12′ 18″ N, 76° 57′ 24″ O |
| Renfrew                             | Héliport Renfew (Victoria Hospital)                                                                                   |            | CPG9   |      | 45° 28′ 57″ N, 76° 41′ 46″ O |
| Renfrew                             | Hydroaérodrome Renfrew/Hurds Lake                                                                                     |            | CNL6   |      | 45° 25′ 00″ N, 76° 39′ 00″ O |
| Rockton                             | Aéroport Rockton |            | CPT3   |      | 43° 19′ 20″ N, 80° 10′ 35″ O |
| Rodney                              | Aéroport Rodney (New Glasgow)                                                                                         |            | CPU3   |      | 42° 31′ 53″ N, 81° 36′ 25″ O |
| Rosseau                             | Hydroaérodrome Lake Rosseau/Cameron Bay                                                                               |            | CPQ6   |      | 45° 15′ 00″ N, 79° 39′ 00″ O |
| Round Lake                          | Aéroport Round Lake (Weagamow Lake)                                                                                   | CZRJ       |        | ZRJ  | 52° 56′ 37″ N, 91° 18′ 46″ O |
| Round Lake                          | Hydroaérodrome Round Lake (Weagamow Lake)                                                                             |            | CKP6   |      | 52° 56′ 54″ N, 91° 20′ 57″ O |
| Sachigo Lake                        | Aéroport de Sachigo Lake                                                                                              | CZPB       |        | ZPB  | 53° 53′ 28″ N, 92° 11′ 47″ O |
| Sand Point Lake                     | Hydroaérodrome Sand Point Lake                                                                                        |            | CJD6   |      | 48° 20′ 00″ N, 92° 27′ 00″ O |
| Sandy Lake                          | Aéroport Sandy Lake                                                                                                   | CZSJ       |        | ZSJ  | 53° 03′ 51″ N, 93° 20′ 40″ O |
| Sandy Lake                          | Hydroaérodrome Sandy Lake                                                                                             |            | CKE5   |      | 53° 03′ 00″ N, 93° 20′ 00″ O |
| Sarnia                              | Aéroport de Sarnia-Chris Hadfield                                                                                     | CYZR       |        | YZR  | 42° 59′ 58″ N, 82° 18′ 32″ O |
| Sault Ste. Marie                    | Sault-Sainte-Marie | CYAM       |        | YAM  | 46° 29′ 06″ N, 84° 30′ 34″ O |
| Sault Ste. Marie                    | Hydroaérodrome Sault Ste. Marie                                                                                       |            | CPX8   |      | 46° 30′ 16″ N, 84° 19′ 24″ O |
| Sault Ste. Marie                    | Hydroaérodrome Sault Ste. Marie/Partridge Point                                                                       |            | CNV7   |      | 46° 31′ 15″ N, 84° 14′ 27″ O |
| Sault Ste. Marie                    | Héliport Canadian Bushplane Heritage Centre                                                                           |            | CNR3   |      | 46° 30′ 15″ N, 84° 19′ 23″ O |
| Sault Ste. Marie                    | Héliport Sault Ste. Marie (Sault Area Hospital)                                                                       |            | CSM9   |      | 46° 32′ 51″ N, 84° 18′ 45″ O |
| Savant Lake                         | Hydroaérodrome Savant Lake (Sturgeon Lake)                                                                            |            | CJP3   |      | 50° 11′ 15″ N, 90° 41′ 33″ O |
| Schomberg                           | Schomberg (Sloan Field)                                                                                               |            | CSV8   |      | 43° 59′ 10″ N, 79° 43′ 38″ O |
| Sexsmith                            | Aéroport Sexsmith/Exeter                                                                                              |            | CSX7   |      | 43° 22′ 38″ N, 81° 30′ 15″ O |
| Shelburne                           | Aérodrome Shelburne/Fisher Field                                                                                      |            | CNN3   |      | 44° 01′ 42″ N, 80° 12′ 22″ O |
| Simcoe                              | Héliport Simcoe (Norfolk General Hospital                                                                             |            | CPA8   |      | 42° 50′ 50″ N, 80° 19′ 13″ O |
| Simcoe                              | Aéroport Simcoe (Dennison Field)                                                                                      |            | CPA4   |      | 42° 49′ 09″ N, 80° 15′ 57″ O |
| Sioux Lookout                       | Aéroport de Sioux Lookout                                                                                             | CYXL       |        | YXL  | 50° 06′ 50″ N, 91° 54′ 19″ O |
| Sioux Lookout                       | Héliport Sioux Lookout                                                                                                |            | CKF7   |      | 50° 04′ 00″ N, 91° 55′ 00″ O |
| Sioux Lookout                       | Hydroaérodrome Sioux Lookout                                                                                          |            | CKA6   |      | 50° 05′ 31″ N, 91° 54′ 45″ O |
| Six Mile Lake                       | Hydroaérodrome Six Mile Lake                                                                                          |            | CML6   |      | 44° 54′ 59″ N, 79° 43′ 16″ O |
| Skeleton Lake                       | Hydroaérodrome Skeleton Lake                                                                                          |            | CPQ7   |      | 45° 13′ 55″ N, 79° 26′ 10″ O |
| Slate Falls                         | Aéroport Slate Falls                                                                                                  |            | CKD9   |      | 51° 07′ 48″ N, 91° 39′ 56″ O |
| Smiths Falls                        | Aéroport Smiths Falls-Montague (Russ Beach)                                                                           | CYSH       |        | YSH  | 44° 56′ 45″ N, 75° 56′ 26″ O |
| Smiths Falls                        | Héliport Smiths Falls (Community Hospital)                                                                            |            | CNS9   |      | 44° 54′ 26″ N, 76° 01′ 38″ O |
| South River/Sundridge               | Aéroport Sundridge/Almaguin Highlands                                                                                 |            | CPE6   |      | 45° 49′ 00″ N, 79° 20′ 00″ O |
| Southampton                         | Aérodrome Southampton                                                                                                 |            | CPF7   |      | 44° 29′ 38″ N, 81° 20′ 07″ O |
| Springwater                         | Springwater (Village aéronautique Barrie)                                                                             |            | CNA3   |      | 44° 24′ 23″ N, 79° 43′ 54″ O |
| St. Catharines                      | Aéroport St. Catharines/Niagara District                                                                              | CYSN       |        | YCM  | 43° 11′ 30″ N, 79° 10′ 18″ O |
| Saint Catharines                    | Héliport St. Catharines (Niagara Health System)                                                                       |            | CNH4   |      | 43° 09′ 06″ N, 79° 16′ 50″ O |
| St. Joseph Island                   | Aéroport St. Joseph Island                                                                                            |            | CPV3   |      | 46° 17′ 00″ N, 83° 57′ 00″ O |
| St. Thomas                          | Aéroport municipal de St. Thomas                                                                                      | CYQS       |        | YQS  | 42° 46′ 12″ N, 81° 06′ 39″ O |
| Staunton Lake                       | Hydroaérodrome Staunton Lake                                                                                          |            | CKK8   |      | 50° 22′ 59″ N, 90° 39′ 31″ O |
| Stayner (Clearview Field) Aérodrome | Aérodrome Stayner (Clearview Field)                                                                                   |            | CLV2   |      | 49° 49′ 00″ N, 93° 43′ 00″ O |
| Stewart Lake                        | Hydroaérodrome Stewart Lake                                                                                           |            | CKV5   |      | 49° 49′ 00″ N, 93° 43′ 00″ O |
| Stirling                            | Aérodrome Stirling |            | CPJ5   |      | 44° 14′ 29″ N, 77° 33′ 42″ O |
| Stoney Creek                        | Aéroport Stoney Creek                                                                                                 |            | CPF6   |      | 43° 10′ 00″ N, 79° 42′ 00″ O |
| Stoney Point (Ontario)              | Aéroport Stoney Point (Le Cunff)                                                                                      |            | CRML   |      | 42° 17′ 44″ N, 82° 32′ 06″ O |
| Stoney Point (Ontario)              | Aérodrome Stoney Point (Trepanier)                                                                                    |            | CRJ5   |      | 42° 17′ 20″ N, 82° 35′ 54″ O |
| Stratford                           | Aéroport Stratford Municipal                                                                                          |            | CNM4   |      | 43° 24′ 56″ N, 80° 56′ 04″ O |
| Strathroy                           | Aéroport Strathroy (Blue Yonder)                                                                                      |            | CPK2   |      | 42° 57′ 57″ N, 81° 35′ 30″ O |
| Sturgeon Falls                      | Héliport Sturgeon Falls (West Nipissing General Hospital)                                                             |            | CNM3   |      | 46° 22′ 23″ N, 79° 54′ 56″ O |
| Sturgeon Lake                       | Hydroaérodrome Fenelon Falls/Sturgeon Lake                                                                            |            | CFG8   |      | 44° 31′ 26″ N, 78° 43′ 49″ O |
| Teeswater                           | Aérodrome Teeswater (Dent Field)                                                                                      |            | CDF2   |      | 43° 59′ 40″ N, 81° 17′ 37″ O |
| Teeswater                           | Aéroport Teeswater (Thompson Field)                                                                                   |            | CPC6   |      | 43° 56′ 54″ N, 81° 16′ 19″ O |
| Temagami                            | Hydroaérodrome Temagami                                                                                               |            | CNC8   |      | 47° 03′ 45″ N, 79° 47′ 36″ O |
| Temagami                            | Hydroaérodrome Temagami/Mine Landing                                                                                  |            | CTM2   |      | 46° 57′ 37″ N, 80° 01′ 23″ O |
| Thamesford                          | Aérodrome Thamesford (Harydale Farms)                                                                                 |            | CHD4   |      | 43° 06′ 30″ N, 81° 01′ 09″ O |
| Thessalon                           | Aéroport Thessalon Municipal                                                                                          |            | CPL5   |      | 46° 19′ 00″ N, 83° 32′ 00″ O |
| Thunder Bay                         | Aéroport international de Thunder Bay (Aéroport Thunder Bay)                                                          | CYQT       |        | YQT  | 48° 22′ 19″ N, 89° 19′ 26″ O |
| Thunder Bay                         | Héliport Thunder Bay (Health Science Centre)                                                                          |            | CTB2   |      | 48° 25′ 23″ N, 89° 16′ 09″ O |
| Thunder Bay                         | Hydroaérodrome Thunder Bay                                                                                            |            | CKE6   |      | 48° 27′ 00″ N, 89° 10′ 00″ O |
| Thunder Bay                         | Aérodrome Thunder Bay/Eldorado                                                                                        |            | CED8   |      | 48° 34′ 20″ N, 88° 49′ 00″ O |
| Tillsonburg                         | Aéroport Tillsonburg                                                                                                  |            | CNQ4   |      | 42° 55′ 37″ N, 80° 44′ 59″ O |
| Timmins                             | Aéroport Timmins/Victor M. Power                                                                                      | CYTS       |        | YTS  | 48° 34′ 11″ N, 81° 22′ 36″ O |
| Timmins                             | Héliport Timmins (Timmins & District Hospital)                                                                        |            | CTM6   |      | 48° 29′ 13″ N, 81° 18′ 49″ O |
| Timmins                             | Hydroaérodrome Timmins/Porcupine Lake                                                                                 |            | CPW5   |      | 48° 29′ 00″ N, 81° 12′ 00″ O |
| Tobermory                           | Aéroport Tobermory |            | CNR4   |      | 45° 13′ 18″ N, 81° 37′ 43″ O |
| Toronto                             | Aéroport Toronto/Downsview                                                                                            | CYZD       |        | YZD  | 43° 44′ 34″ N, 79° 27′ 56″ O |
| Toronto                             | Aéroport international Pearson de Toronto (Aéroport Toronto/Lester B. Pearson International, Aéroport Pearson)        | CYYZ       |        | YYZ  | 43° 40′ 38″ N, 79° 37′ 50″ O |
| Toronto                             | Héliport Toronto (Hospital For Sick Children)                                                                         |            | CNW8   |      | 43° 39′ 24″ N, 79° 23′ 15″ O |
| Toronto                             | Héliport Toronto (Mississauga Credit Valley Hospital)                                                                 |            | CPK6   |      | 43° 33′ 41″ N, 79° 42′ 09″ O |
| Toronto                             | Héliport Toronto (St. Michael's Hospital)                                                                             |            | CTM4   |      | 43° 39′ 15″ N, 79° 22′ 42″ O |
| Toronto                             | Héliport Toronto (Sunnybrook Medical Centre)                                                                          |            | CNY8   |      | 43° 43′ 16″ N, 79° 22′ 14″ O |
| Toronto                             | Aéroport Billy-Bishop de Toronto                                                                                      | CYTZ       |        | YTZ  | 43° 37′ 39″ N, 79° 23′ 46″ O |
| Toronto                             | Héliport Toronto/Cardinal Couriers                                                                                    |            | CPL8   |      | 43° 37′ 53″ N, 79° 39′ 53″ O |
| Toronto                             | Hydroaérodrome Toronto/City Centre                                                                                    |            | CPZ9   |      | 43° 37′ 59″ N, 79° 23′ 40″ O |
| Toronto                             | Toronto/Markham Stouffville                                                                                           |            | CPH7   |      | 43° 53′ 00″ N, 79° 14′ 00″ O |
| Toronto                             | Héliport Toronto/Tarten                                                                                               |            | CPA5   |      | 43° 39′ 07″ N, 79° 39′ 29″ O |
| Toronto                             | Héliport Toronto/Wilson's                                                                                             |            | CPY5   |      | 43° 37′ 04″ N, 79° 33′ 49″ O |
| Tottenham                           | Aéroport Tottenham/Volk                                                                                               |            | CPM5   |      | 43° 59′ 37″ N, 79° 46′ 50″ O |
| Tottenham                           | Aérodrome Tottenham/Ronan                                                                                             |            | CTR3   |      | 44° 02′ 32″ N, 79° 50′ 47″ O |
| Trenton                             | CFB Trenton (Aéroport Trenton)                                                                                        | CYTR       |        | YTR  | 44° 07′ 08″ N, 77° 31′ 41″ O |
| Tyendinaga                          | Aéroport Tyendinaga (Mohawk)                                                                                          |            | CPU6   |      | 44° 11′ 05″ N, 77° 06′ 28″ O |
| Upsala                              | Hydroaérodrome Cushing Lake                                                                                           |            | CJT7   |      | 48° 56′ 39″ N, 90° 30′ 31″ O |
| Upsala                              | Héliport Upsala |            | CKL8   |      | 49° 03′ 01″ N, 90° 28′ 09″ O |
| Uxbridge                            | Héliport Uxbridge (Cottage Hospital)                                                                                  |            | CNA5   |      | 44° 06′ 11″ N, 79° 07′ 42″ O |
| Victor Mine                         | Aérodrome Victor Mine                                                                                                 |            | CVM2   |      | 52° 49′ 58″ N, 83° 55′ 43″ O |
| Vermilion Bay                       | Hydroaérodrome Vermilion Bay                                                                                          |            | CKH6   |      | 49° 53′ 00″ N, 93° 24′ 00″ O |
| Walkerton                           | Héliport Walkerton (County Of Bruce General Hospital)                                                                 |            | CNG6   |      | 44° 07′ 16″ N, 81° 09′ 08″ O |
| Wallaceburg                         | Héliport Wallaceburg (Hôpital Sydenham District)                                                                      |            | CSY7   |      | 42° 35′ 57″ N, 82° 22′ 00″ O |
| Walter's Falls                      | Aérodrome Walter's Falls (Piper Way)                                                                                  |            | CWF2   |      | 44° 27′ 51″ N, 80° 37′ 15″ O |
| Wapekeka                            | Aéroport d’Angling Lake-Wapekeka                                                                                      |            | CKB6   | YAX  | 53° 50′ 57″ N, 89° 34′ 46″ O |
| Wawa                                | Aéroport Wawa | CYXZ       |        | YXZ  | 47° 58′ 01″ N, 84° 47′ 11″ O |
| Webequie                            | Aéroport de Webequie                                                                                                  | CYWP       |        | YWP  | 52° 57′ 34″ N, 87° 22′ 31″ O |
| Welland                             | Héliport Welland (County General Hospital)                                                                            |            | CPB3   |      | 42° 58′ 38″ N, 79° 14′ 56″ O |
| Welland                             | Aéroport Welland/Niagara Central                                                                                      |            | CNQ3   |      | 42° 58′ 45″ N, 79° 19′ 29″ O |
| West Guilford                       | Hydroaérodrome West Guilford/Redstone Lake                                                                            |            | CRL6   |      | 45° 12′ 36″ N, 78° 32′ 46″ O |
| Westport                            | Aéroport Westport/Rideau Lakes                                                                                        |            | CRL2   |      | 44° 40′ 00″ N, 76° 23′ 48″ O |
| White River                         | Hydroaérodrome White River                                                                                            |            | CNJ8   |      | 48° 37′ 37″ N, 85° 13′ 24″ O |
| Wiarton                             | Aéroport Wiarton | CYVV       |        | YVV  | 44° 44′ 45″ N, 81° 06′ 26″ O |
| Winchester                          | Héliport Ottawa (Hôpital Winchester District Memorial)                                                                |            | CWH4   |      | 45° 05′ 17″ N, 75° 21′ 16″ O |
| Windermere                          | Hydroaérodrome Lake Rosseau/Windermere                                                                                |            | CNP2   |      | 45° 10′ 00″ N, 79° 32′ 00″ O |
| Windsor                             | Aéroport international de Windsor                                                                                     | CYQG       |        | YQG  | 42° 16′ 32″ N, 82° 57′ 20″ O |
| Wingham                             | Aéroport Wingham (Inglis Field)                                                                                       | CWH5       |        |      | 43° 53′ 47″ N, 81° 20′ 11″ O |
| Wingham                             | Aérodrome Wingham/Richard W. LeVan                                                                                    |            | CPR7   |      | 43° 52′ 03″ N, 81° 17′ 55″ O |
| Woodstock                           | Aéroport Woodstock (Ontario)                                                                                          |            | CPR5   |      | 43° 06′ 35″ N, 80° 49′ 15″ O |
| Woodstock                           | Héliport Woodstock (Hôpital)                                                                                          |            | CWH3   |      | 43° 06′ 20″ N, 80° 45′ 15″ O |
| Wunnummin Lake                      | Aéroport Wunnummin Lake                                                                                               |            | CKL3   | WNN  | 52° 53′ 38″ N, 89° 17′ 21″ O |
| Wyevale                             | Aéroport Wyevale (Boker Field)                                                                                        |            | CNL8   |      | 44° 39′ 19″ N, 79° 52′ 44″ O |
| York                                | Aérodrome York |            | CPP6   |      | 43° 02′ 15″ N, 79° 51′ 09″ O |

Les aéroports qui font partie du système national des aéroports sont en caractères gras.

## Aéroports abandonnés
| Ville                     | Nom de l'aéroport                        | ICAO | TC LID | IATA | Coordonnées                  |
| ------------------------- | ---------------------------------------- | ---- | ------ | ---- | ---------------------------- |
| Alliston                  | RCAF Detachment Alliston                 |      |        |      |                              |
| Atwood                    | Aéroport Atwood                          |      | CNN4   |      | 43° 41′ 39″ N, 81° 00′ 09″ O |
| Barrie                    | Hydroaérodrome Barrie/Little Lake        |      | CPT5   |      | 44° 25′ 00″ N, 79° 40′ 00″ O |
| Brampton                  | Héliport Brampton (National "P")         |      | CPM2   |      | 43° 48′ 47″ N, 79° 41′ 59″ O |
| Chapleau                  | Hydroaérodrome Chapleau                  |      | CNL5   |      | 47° 51′ 00″ N, 83° 24′ 00″ O |
| Downsview                 | Barker Field                             |      |        |      | 43° 42′ 54″ N, 79° 27′ 22″ O |
| Downsview                 | Terrain d'aviation Downsview             |      |        |      | 43° 44′ 37″ N, 79° 27′ 59″ O |
| Dunnville                 | Aéroport Dunnville                       |      | CDU9   |      | 42° 52′ 20″ N, 79° 35′ 45″ O |
| Durham                    | Aéroport Durham (Mulock)                 |      | CNH3   |      | 44° 13′ 45″ N, 80° 54′ 50″ O |
| Eagle River               | Aéroport Eagle River                     |      | CKX3   |      | 49° 45′ 00″ N, 93° 08′ 00″ O |
| Grand Valley              | Aérodrome Grand Valley North             |      | CGV3   |      | 43° 57′ 45″ N, 80° 21′ 15″ O |
| Grand Valley              | Aérodrome Grand Valley (Madill Field)    |      | CGV4   |      | 43° 51′ 41″ N, 80° 15′ 57″ O |
| Edenvale                  | RCAF Detachment Edenvale                 |      |        |      | 44° 26′ 28″ N, 79° 57′ 46″ O |
| Ear Falls                 | Aéroport Ear Falls                       | CYMY |        |      | 50° 43′ 04″ N, 93° 23′ 01″ O |
| East York                 | Aérodrome Leaside (RCAF Station Leaside) |      |        |      | 43° 42′ 46″ N, 79° 21′ 33″ O |
| King City                 | Aéroport King City                       |      |        |      | 43° 54′ 21″ N, 79° 33′ 35″ O |
| Kingston                  | Terrain d'aviation Kingston              |      |        |      | 44° 15′ 04″ N, 76° 30′ 10″ O |
| Killaloe                  | Aéroport Killaloe/Bonnechere             | CYXI |        | YXI  | 45° 39′ 47″ N, 77° 36′ 10″ O |
| Kincardine                | Aéroport Kincardine (Ellis Field)        |      | CNK2   |      | 44° 09′ 22″ N, 81° 24′ 02″ O |
| Long Branch               | Aérodrome Long Branch                    |      |        |      | 43° 34′ 26″ N, 79° 33′ 16″ O |
| Nakina                    | Hydroaérodrome Nakina/Lower Twin Lake    |      | CTL9   |      | 50° 09′ 30″ N, 86° 35′ 14″ O |
| New Liskeard              | Aéroport New Liskeard                    |      | CPX3   |      | 47° 32′ 00″ N, 79° 37′ 00″ O |
| New Lowell                | Aéroport New Lowell                      |      | CPE7   |      | 44° 23′ 15″ N, 79° 56′ 36″ O |
| Norwood                   | Aéroport Norwood                         |      | CPY4   |      | 44° 21′ 54″ N, 77° 59′ 59″ O |
| Orangeville               | Aérodrome Orangeville/Laurel             |      | COL2   |      | 43° 57′ 01″ N, 80° 12′ 21″ O |
| Port Elgin                | Aéroport Port Elgin (Pryde Field)        |      | CPG6   |      | 44° 27′ 32″ N, 81° 22′ 47″ O |
| Selkirk                   | Piste d'atterrissage Selkirk/Kindy       |      | CTK7   |      | 42° 51′ 04″ N, 79° 52′ 45″ O |
| Sioux Narrows             | Aéroport Sioux Narrows                   |      | CKM2   |      | 49° 23′ 24″ N, 93° 59′ 43″ O |
| Greater Sudbury           | Héliport Sudbury (Regional Hospital)     |      | CND3   |      | 46° 28′ 44″ N, 80° 59′ 25″ O |
| Straffordville            | Aéroport Straffordville                  |      | CNS6   |      | 42° 44′ 18″ N, 80° 49′ 00″ O |
| Terrace Bay               | Aéroport Terrace Bay                     | CYTJ |        | YTJ  | 48° 48′ 48″ N, 87° 05′ 58″ O |
| Toronto                   | Armour Heights Field                     |      |        |      | 43° 44′ 27″ N, 79° 25′ 20″ O |
| Toronto (Downsview (TTC)) | Aérodrome Toronto                        |      |        |      | 43° 44′ 56″ N, 79° 27′ 39″ O |
| Vaughan                   | Aéroport Maple                           |      |        |      | 43° 50′ 36″ N, 79° 31′ 37″ O |
| Willowdale                | Terrain d'aviation Willowdale            |      |        |      | 43° 46′ 11″ N, 79° 25′ 36″ O |
| Winchester                | Aéroport Winchester                      |      | CNA8   |      | 45° 02′ 44″ N, 75° 18′ 12″ O |